# David Corenswet
David Packard Corenswet (* 8. července 1993 Filadelfie, Pensylvánie) je americký herec a scenárista. Proslavil se rolemi v seriálech Politik (2019) a Hollywood (2020), které vytvořil Ryan Murphy.

## Životopis
Jeho otec John Corentwet pocházel se zámožné židovské rodiny v New Orleans, pracoval řadu v let v New Yorku jako divadelní herec a pak se vydal na právnickou kariéru. Jeho matka je právnička, mediátorka a spisovatelka. Právničkou se stala také jeho sestra Amy. Absolvoval konzervatoř Juilliard School v New Yorku, kde i v roce 2016 získal bakalářský titul.
V dětství hrál od 10 let, objevil se v několika divadelních hrách, například v roce 2002 ve hře Arthura Millera All My Sons, v Shakespearově hře Macbeth uvedené na festivalu Philadelphia Shakespeare Festival ve Filadelfii.
Ve filmu se poprvé objevil v roce 2011 ve snímku Following Chase, k němuž napsal i scénář. Poté hrál v komediálním internetovém seriálu Moe & Jerryweather, k němuž rovněž napsal scénář a byl jeho producentem. Jeho první velká filmová role přišla v roce 2018, když ztvárnil Michaela Lawsona v politickém thrilleru Affairs of State. Ve filmu se po jeho boku objevili Thora Birchová, Mimi Rogers a Adrian Grenier. Hostoval též v několika televizních seriálech, například v Domu z karet nebo Sherlock Holmes: Jak prosté.
V roce 2019 ztvárnil v seriálu Politik jednu z hlavních rolí. Jeho postava jménem River Barkley je milencem, ale zároveň i politickým rivalem Paytona Hobarta (Ben Platt). Corenswet se kvůli roli musel naučit základy čínštiny. V roce 2020 hrál hlavní roli v dalším seriálu Ryana Murphyho, s názvem Hollywood. Seriál pojednává o proměnách filmového průmyslu v Los Angeles po druhé světové válce a Corenswet v něm má roli herce Jacka Castella, byl také výkonným producentem seriálu.

## Filmografie

### Film
| Rok  | Název             | Role                  | Poznámky                     |  |
| ---- | ----------------- | --------------------- | ---------------------------- |  |
| 2011 | Following Chase   | Ted                   | krátký film, také scenárista |  |
| 2013 | Michael and Clyde | Clyde                 | krátký film                  |  |
| 2018 | Affairs of State  | Michael Lawson        |                              |  |
| 2019 | Project Pay Day   | záchranář             |                              |  |
| 2021 | Look both ways    | Jake                  | komedie                      |  |
| 2024 | Twisters          | Scott                 |                              |  |
| 2024 | Největší hity     | Max Enders            |                              |  |
| 2025 | Superman          | Clark Kent / Superman |                              |  |

### Televize
| Rok       | Název                       | Role             | Poznámky                                       |
| --------- | --------------------------- | ---------------- | ---------------------------------------------- |
| 2014-2016 | Moe & Jerryweather          | Jerryweather     | jedna z hlavních rolí; také tvůrce a producent |
| 2015      | One Bad Choice              | Reggie Shaw      | díl: „Reggie Shaw“                             |
| 2017      | Sherlock Holmes: Jak prosté | Houston Spivey   | díl: „High Heat“                               |
| 2017      | The Tap                     | Kirk Lewis       | pilotní díl                                    |
| 2017      | Controversy                 | Brian Meadows    | pilotní díl                                    |
| 2018      | Instinct                    | Spencer Baymoore | díl: „Live“                                    |
| 2018      | Dům z karet                 | Reed             | díl: „Chapter 72“                              |
| 2019      | Politik                     | River Barkley    | jedna z hlavních rolí                          |
| 2020      | Hollywood                   | Jack Castello    | jedna z hlavních rolí, také výkonný producent  |
| 2022      | We own this city            | David McDougall  | jedna z hlavních rolí                          |